# Cementerio militar

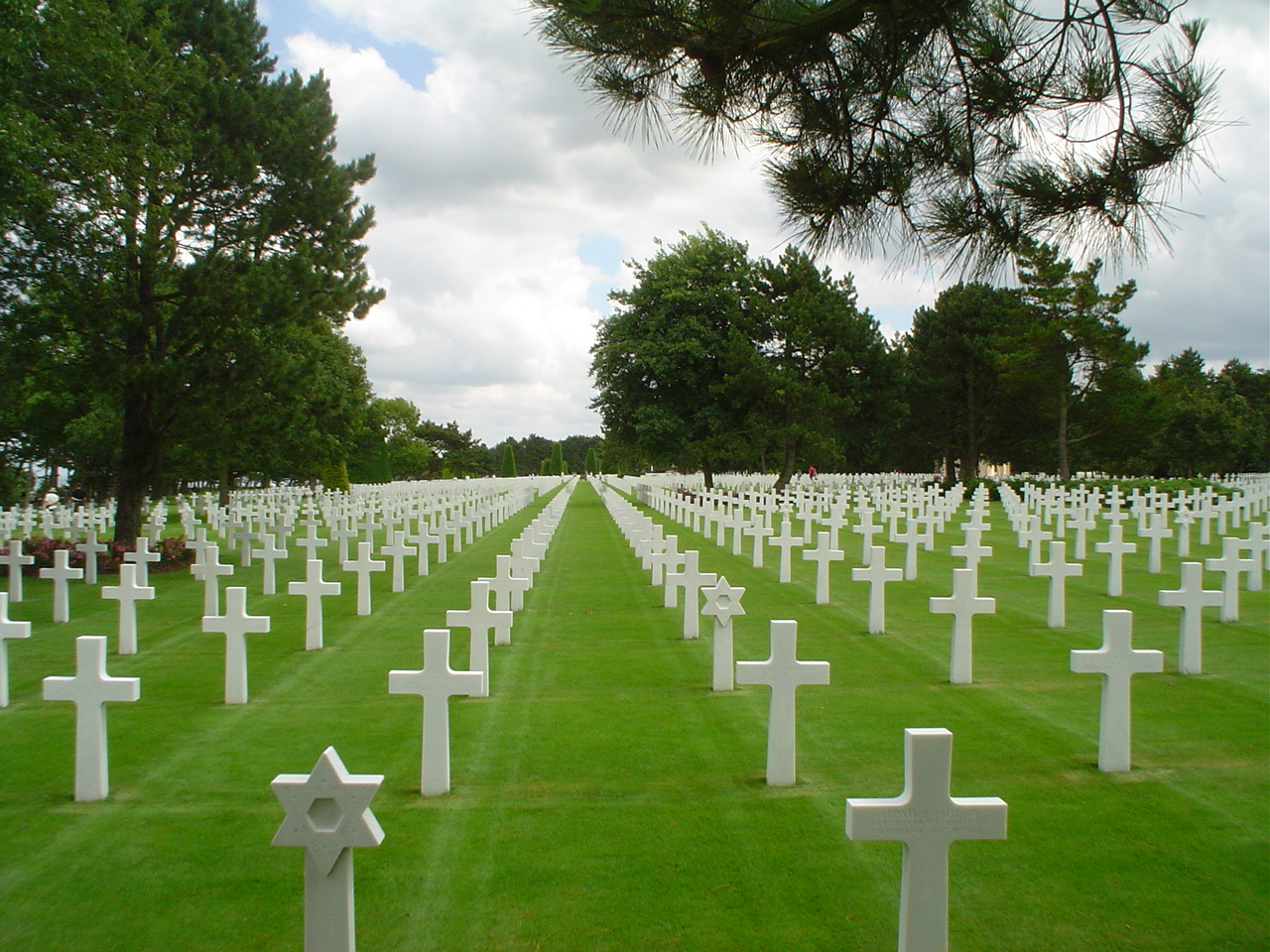
Cementerio Estadounidense de Normandía en Colleville-sur-Mer, Francia.

Un cementerio militar es un lugar de entierro para miembros de las fuerzas armadas que murieron en combate en una batalla, campaña u operación militar durante un conflicto bélico. Pueden estar ubicados dentro de un cementerio civil, en una sección separada, o ser un camposanto erigido específicamente para acoger cuerpos de soldados, generalmente próximos al campo de batalla.
Los cementerios militares son creados y gestionados por el ejército, una administración pública o por una agencia o asociación, tanto pública como privada. Una de las más conocidas en la Comisión de Tumbas de Guerra de la Mancomunidad de Naciones (Commonwealth War Graves Commission), una organización internacional dedicada a preservar los diversos cementerios con soldados británicos, canadienses, australianos, neozelandeses, indios y sudafricanos caídos en combate durante la Primera y la Segunda Guerra Mundial.
Los cementerios militares a menudo consisten en simples cuadrículas regulares de tumbas individuales idénticas, marcadas únicamente por una cruz latina u otro motivo conforme a la confesión religiosa del soldado enterrado, como una estrella de David, una media luna o el mantra Om. En la piedra está grabado el nombre del difunto, así como la fecha de su muerte, en caso de que esta sea conocida.
En estos cementerios es habitual que contengan monumentos de guerra dedicados a soldados fallecidos en combate, banderas de las nacionalidades de las víctimas y tumbas que acogen soldados que no llegaron a ser identificados y permanecen en el anonimato. Junto a estos monumentos se organizan periódicamente homenajes y conmemoraciones en honor de los militares enterrados en el lugar.

## Galería

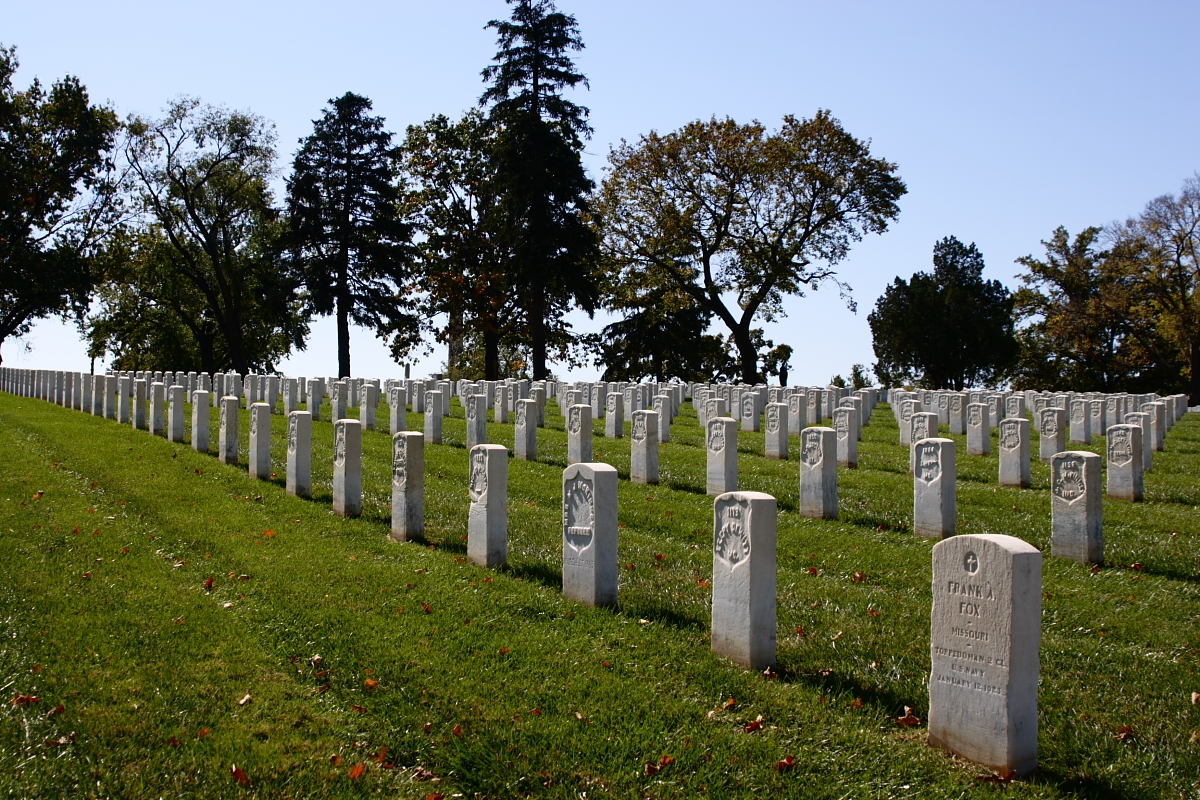
Cementerio militar de la Guerra Civil Estadounidense en el Condado de San Luis, Misuri
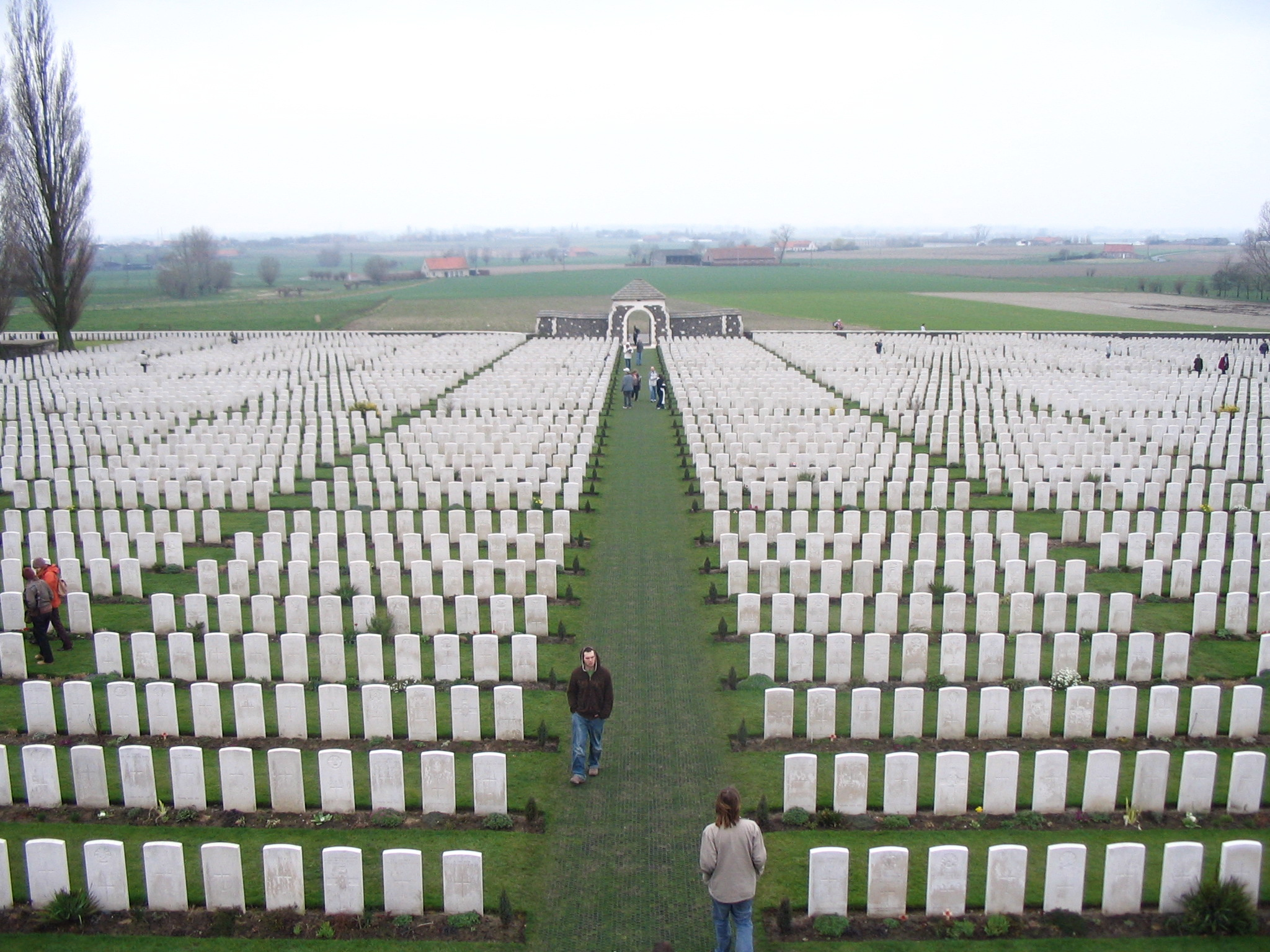
Cementerio militar de la Primera Guerra Mundial de Tyne Cot en el Saliente de Ypres, en Bélgica
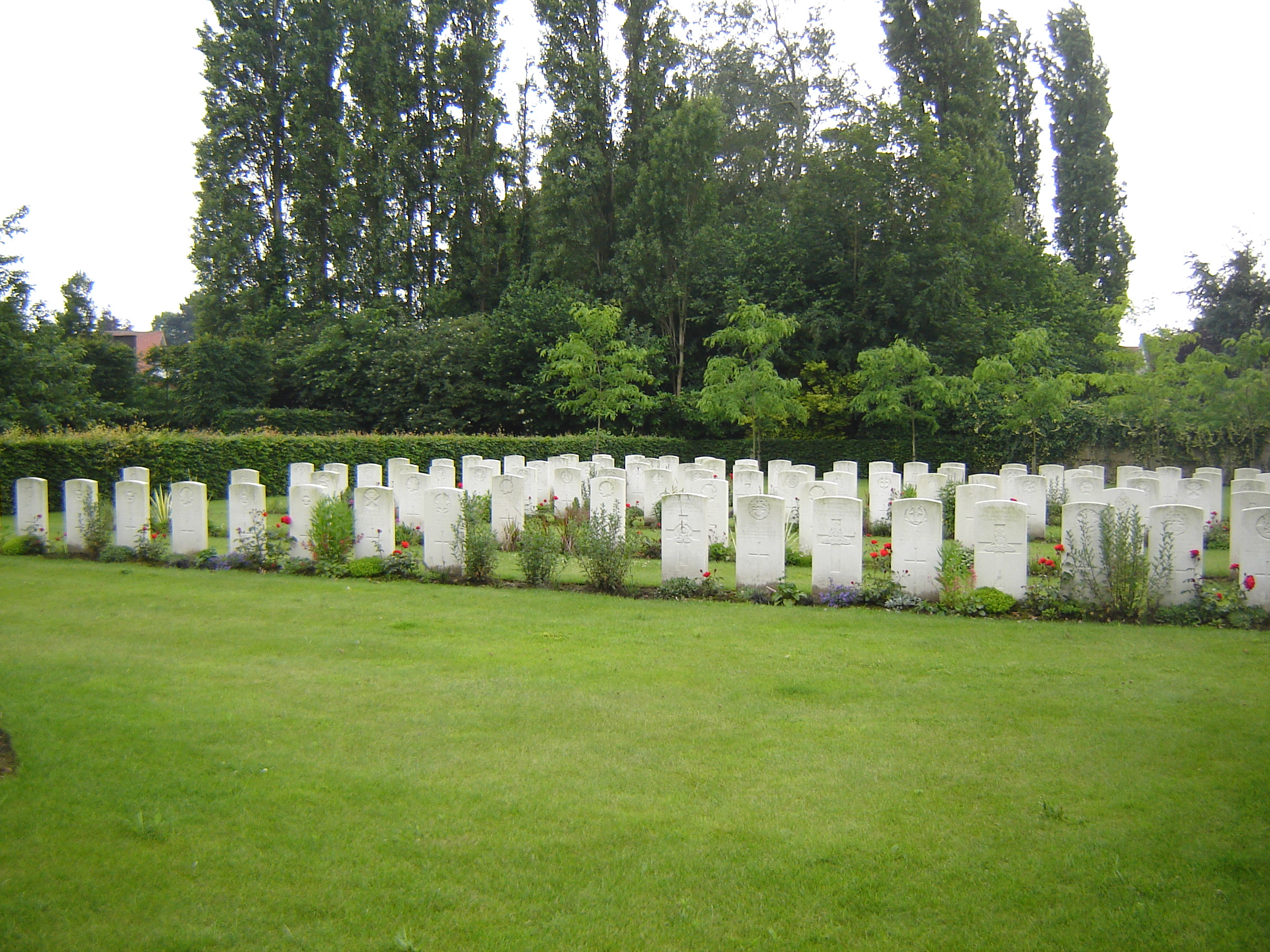
Cementerio militar de Moorseele Military Cemetery de la Gran Guerra en Moorsele, Bélgica
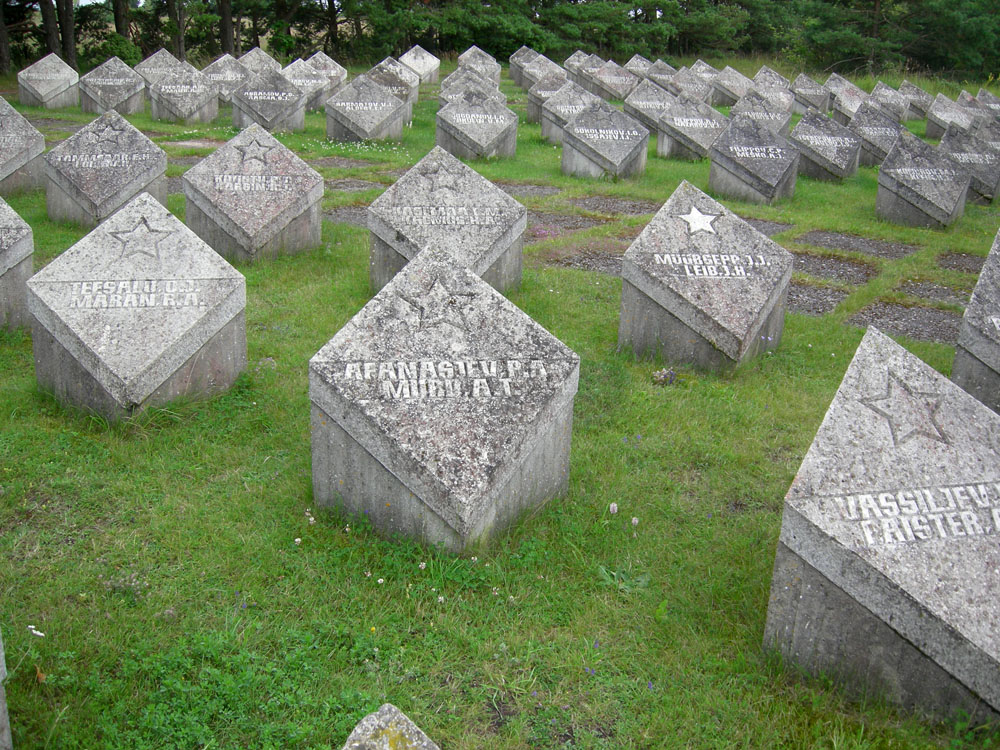
Cementerio militar soviético de la Segunda Guerra Mundial en Tehumardi, Saaremaa, Estonia
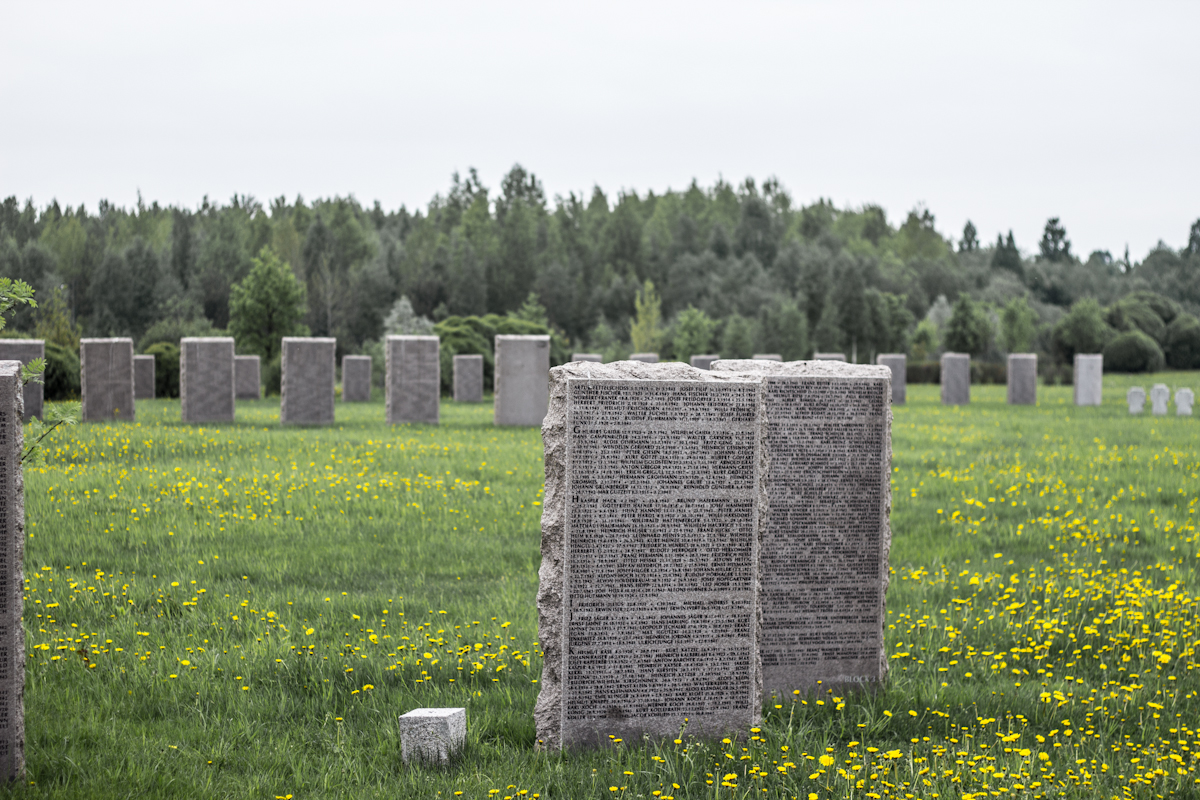
Cementerio militar alemán de la Segunda Guerra Mundial en Sologubovka, Rusia
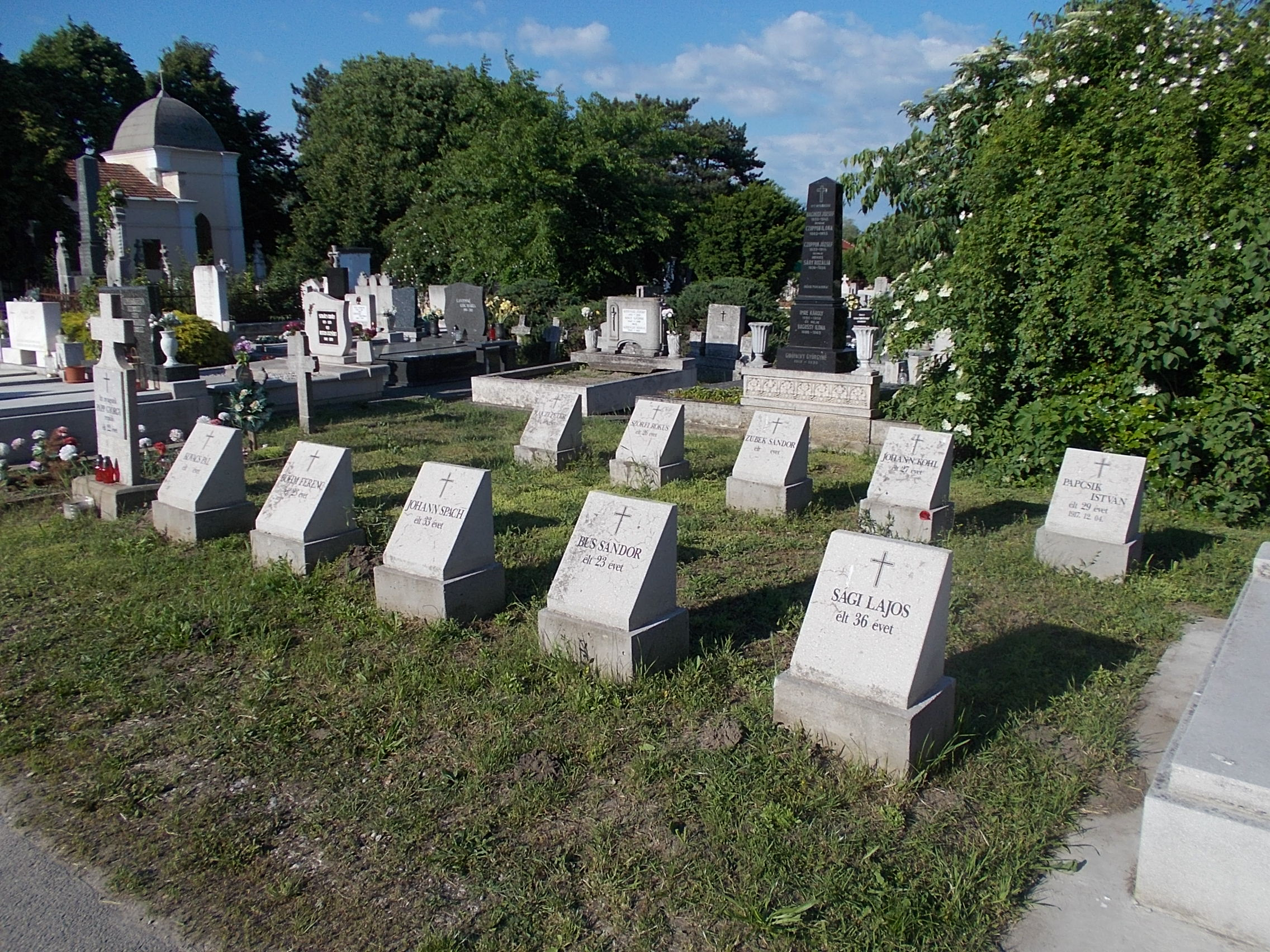
Tumbas húngaras de la Primera Guerra Mundial en Csongrád, Hungría
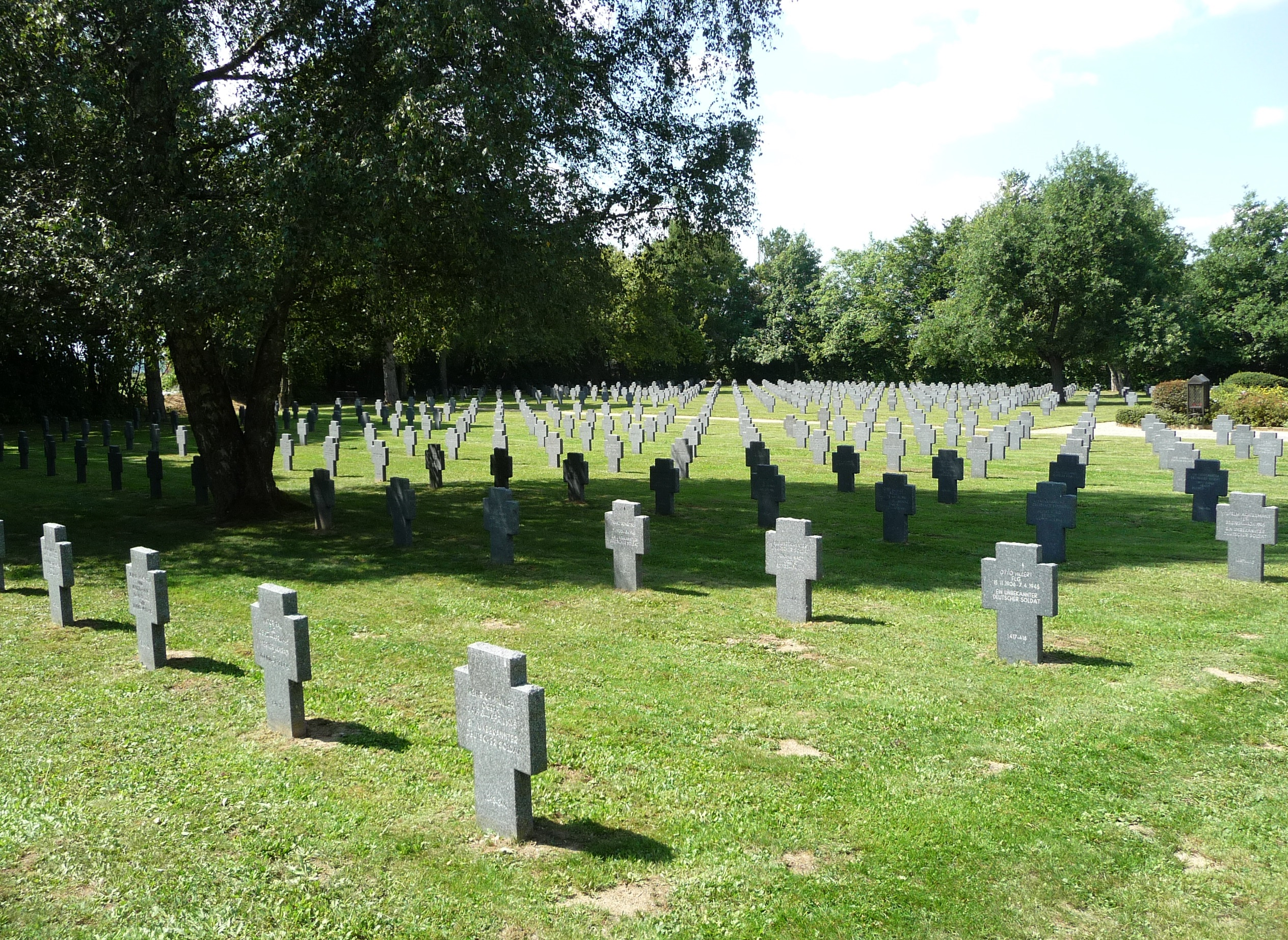
Cementerio militar en Allentsteig, Austria
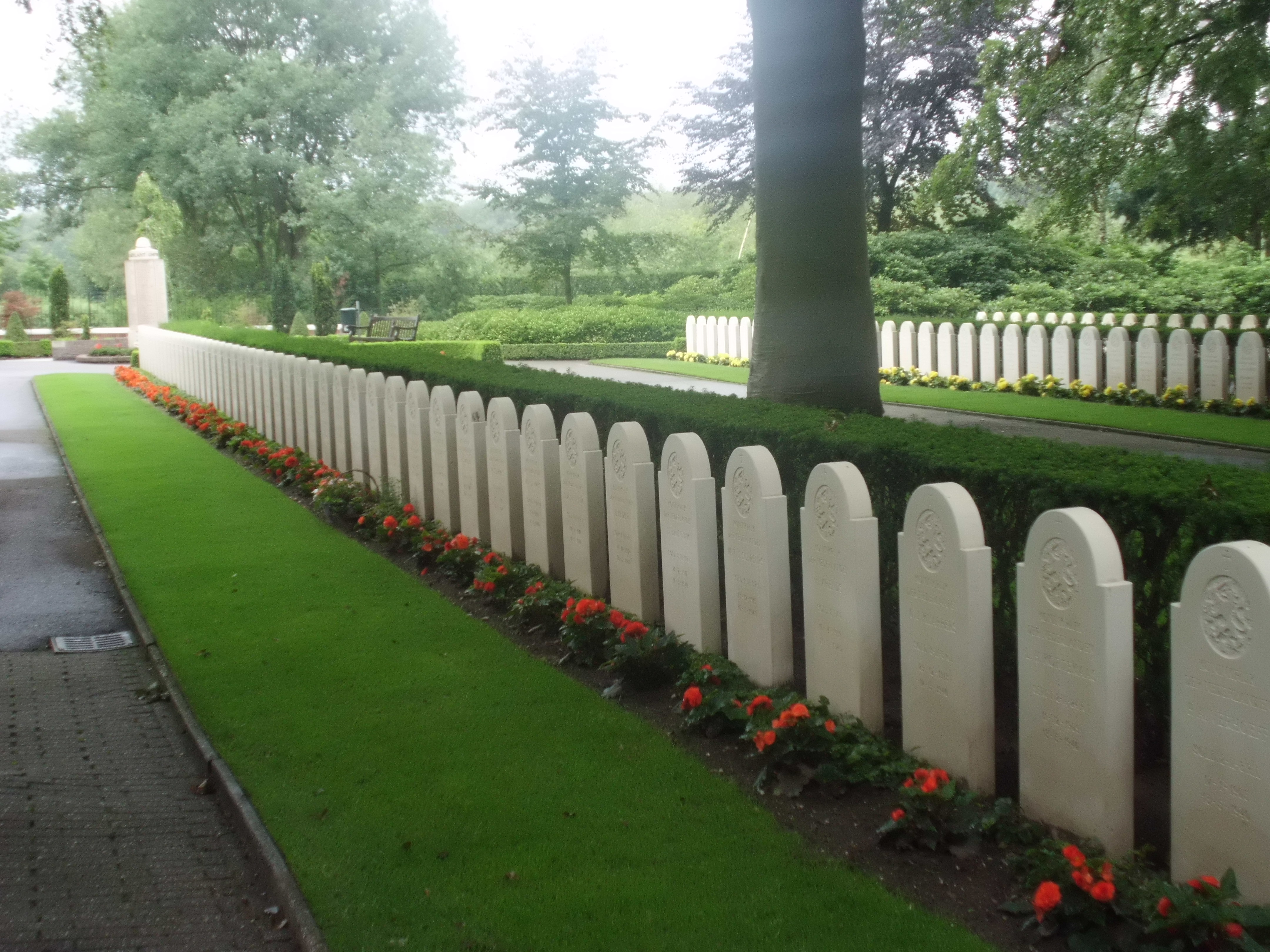
Tumbas neerlandesas y alemanas en un cementerio militar en Grebbeberg, Países Bajos
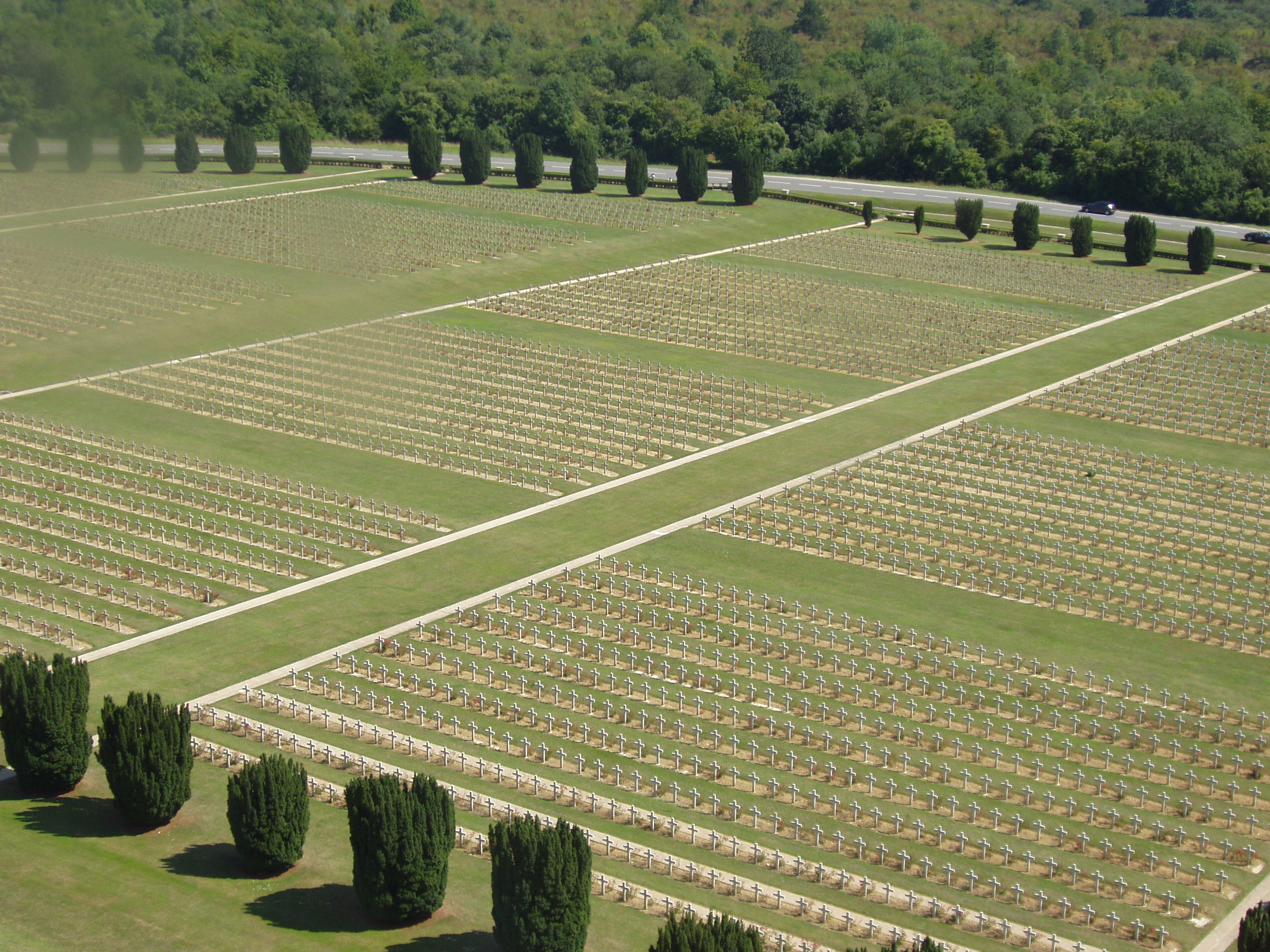
Vista aérea de las miles de tumbas del Osario de Douaumont, a las afueras de Verdún, Francia
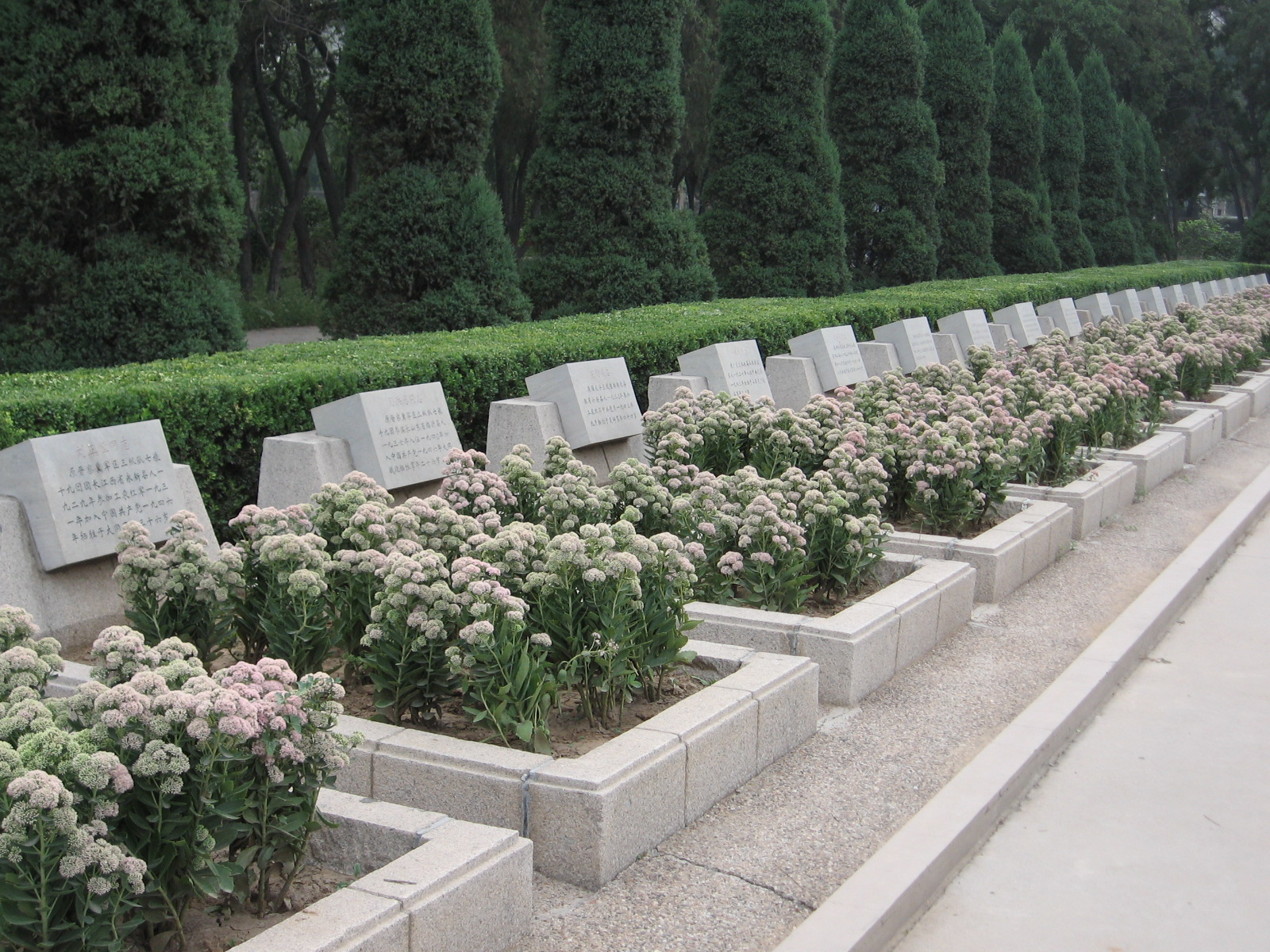
Tumbas de soldados chinos muertos en la Segunda guerra sino-japonesa y la revolución china de 1949 en Shijiazhuang, China
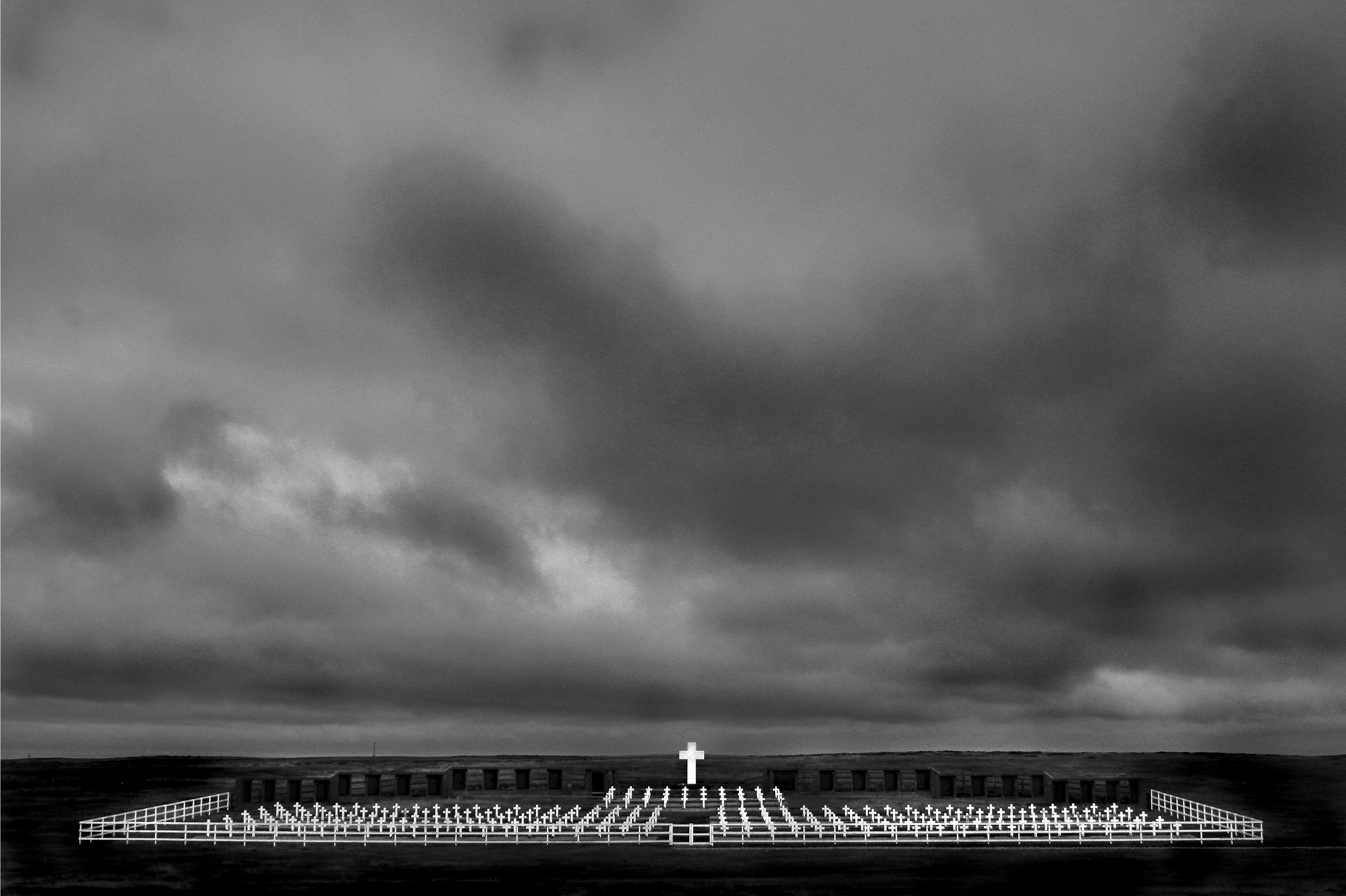
Tumbas de soldados argentinos muertos en la Guerra de las Malvinas, enterrados en el Cementerio de Darwin, isla Soledad
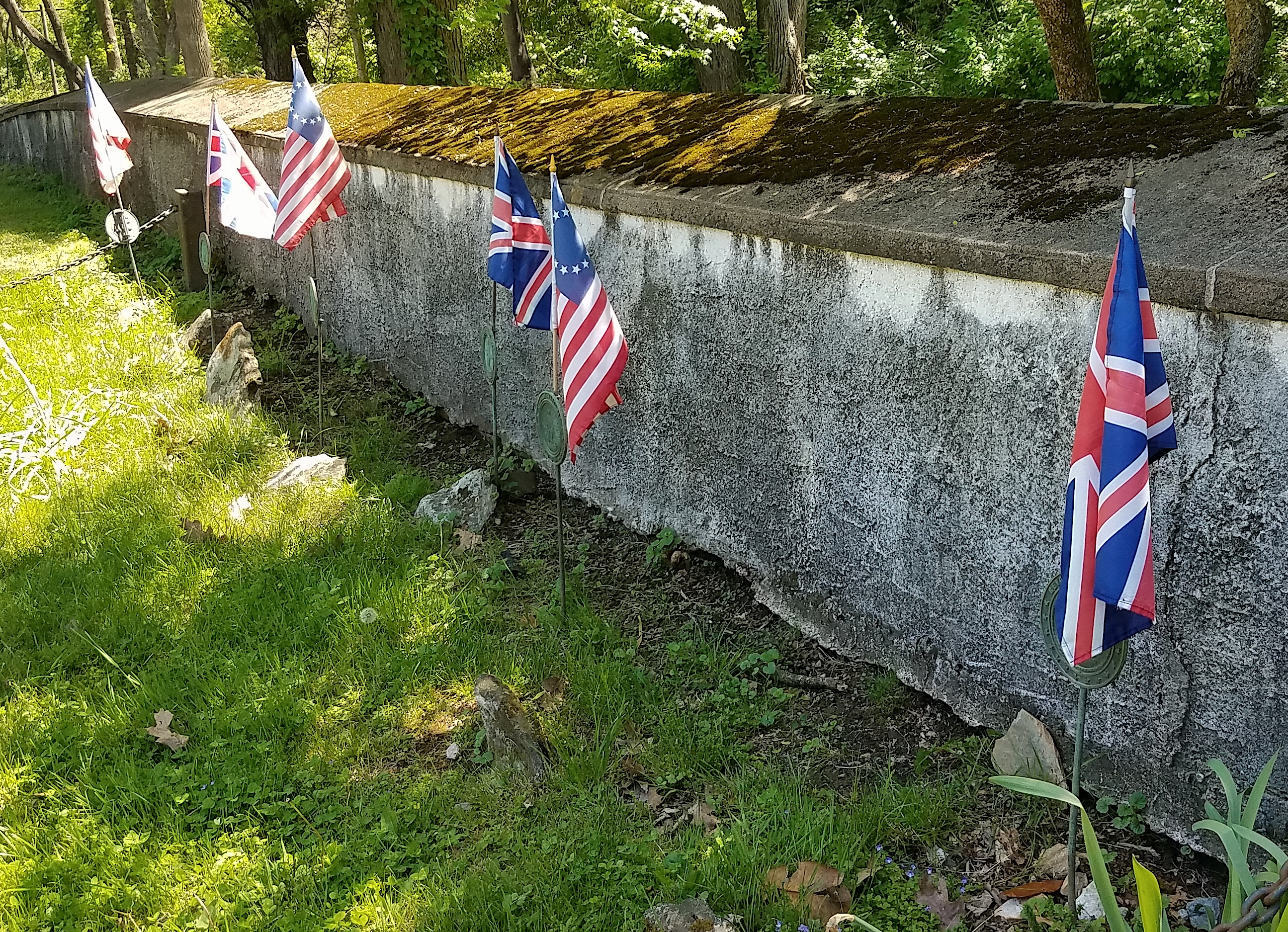
Tumbas de soldados británicos y estadounidenses muertos en la Revolución de las Trece Colonias en East Whiteland, Pensilvania